# Aphnaeus victoriae
Aphnaeus victoriae är en fjärilsart som beskrevs av Butler 1884. Aphnaeus victoriae ingår i släktet Aphnaeus och familjen juvelvingar. Inga underarter finns listade i Catalogue of Life.